# Episodi di Invincible (terza stagione)
La terza stagione della serie animata Invincible, composta da otto episodi, viene pubblicata su Prime Video a partire dal 6 febbraio 2025.
| nº | Titolo originale                | Titolo italiano                                 | Pubblicazione    |
| -- | ------------------------------- | ----------------------------------------------- | ---------------- |
| 1  | You're Not Laughing Now         | Non ridete più adesso                           | 6 febbraio 2025  |
| 2  | A Deal with the Devil           | Un patto col diavolo                            | 6 febbraio 2025  |
| 3  | You Want a Real Costume, Right? | Vuoi un costume vero, giusto?                   | 6 febbraio 2025  |
| 4  | You Were My Hero                | Eri il mio eroe                                 | 13 febbraio 2025 |
| 5  | This Was Supposed to be Easy    | Doveva essere un gioco da ragazzi               | 20 febbraio 2025 |
| 6  | All I Can Say Is I'm Sorry      | Posso solo dire che mi dispiace                 | 27 febbraio 2025 |
| 7  | What Have I Done?               | Quelli sono tutti me                            | 6 marzo 2025     |
| 8  | I Thought You'd Never Shut Up   | Credevo che non avresti più smesso di blaterare | 13 marzo 2025    |

## Non ridete più adesso
- Titolo originale: You're Not Laughing Now
- Diretto da: Jason Zurek
- Scritto da: Simon Racioppa

### Trama
Sei mesi dopo aver apparentemente ucciso Angstrom, Mark continua ad allenarsi sotto la tutela di Cecil per acquisire abbastanza forza per competere con i Viltrumiti, evitando Eve. Mark e Rex Splode cercano di impedire a due ladri di rubare la Dichiarazione di Indipendenza, ma vengono fermati dal fratello di Dupli-Kate, Multi-Paul, che cerca di uccidere Rex per vendicare la morte della sorella, ma viene fermato dall'intervento di Dupli-Kate, che insieme ad Immortal si riunisce alla squadra. William e Rick incoraggiano Mark a chiedere a Eve di uscire, ma lo mettono in guardia dal raccontarle della se stessa del futuro. Tuttavia, Mark se lo lascia sfuggire, portando Eve a rifiutarlo. Doc Seismic evade dalla prigione e rapisce tutti i supereroi usando gigantesche creature sotterranee. Mark ed Eve cercano di salvare gli eroi, ma falliscono, quindi Cecil invia Darkwing e i Rianiuomini di Sinclair, che catturano nuovamente Doc Seismic. Mark si arrabbia con Cecil perché questi gli ha mentito, quindi va al Pentagono, ma Cecil lo intrappola nella Stanza Bianca, costruita per tenerlo al sicuro da Mark. Nella prigione viltrumita intanto, Allen e Nolan legano, mentre i Viltrumiti iniziano i test su Allen per determinare la fonte della sua nuova forza.

## Un patto col diavolo
- Titolo originale: A Deal with the Devil
- Diretto da: Haylee Herrick
- Scritto da: Helen Leigh

### Trama
Cecil ricorda come è diventato il leader dell'ADG e come ha sviluppato il suo codice: deve fare qualsiasi cosa per proteggere il pianeta. Nel presente Mark si arrabbia, perché Cecil gli ha teso una trappola e inizia a distruggere i rianiuomini intorno a lui. Cecil attiva un dispositivo nella testa di Mark e rivela che ha installato un'arma in Mark in precedenza, che gli causa un'elevata quantità di dolore e gli impedisce di volare. Mark, sentendosi arrabbiato e tradito, scappa dai Guardiani e chiede loro aiuto. Arriva anche Cecil e attacca Mark con i rianiuomini, così i Guardiani si schierano dalla parte di Mark e Robot blocca con successo il segnale che lo ferisce, mentre Cecil, rendendosi conto del suo errore, disattiva i rianiuomini, che hanno quasi ucciso Mark. Mark avverte quindi Cecil che non lavorerà più per lui e di non avvicinarsi mai più alla sua famiglia. Anche i Guardiani si dividono, poiché Monster Girl, Rex, Rae, Bulletproof e Robot perdono la fiducia in Cecil, mentre Immortal, Kate, Black Samson e Shapesmith decidono di continuare a fidarsi di lui mentre aggiunge Darkwing alla squadra. Mark si confronta con Eve e i due decidono di iniziare una relazione.

## Vuoi un costume vero, giusto?
- Titolo originale: You Want a Real Costume, Right?
- Diretto da: Sol Choi
- Scritto da: Jay Faerber

### Trama
Eve torna a vivere con i suoi genitori e dà loro un ultimatum: non userà i suoi poteri a casa, se i suoi genitori non si lamenteranno per il fatto che è una supereroina. Debbie inizia a sviluppare una relazione con il suo collega Paul e gli rivela le identità segrete di Nolan, Mark e Oliver, facendo arrabbiare Mark. Mark ottiene un nuovo costume blu da Art, mentre Oliver ottiene il suo e si dà il nome: Kid Omni-Man. I due fermano un'evasione dalla prigione, che Titan ha organizzato per liberare Multi-Paul precedentemente catturato. Eve e Amber si incontrano ed Eve le racconta della sua nuova relazione con Mark. Più tardi, i gemelli Mauler irrompono in una base missilistica, progettando di lanciare un'arma nucleare, e mettono fuori combattimento i Guardiani rimasti. Mark impedisce che l'arma nucleare esploda, mentre Oliver, contro i desideri di Debbie e Mark, uccide brutalmente i gemelli Mauler. Dopo l'incidente rivela a Mark il suo disprezzo per il valore della vita umana e che pensa che Nolan avrebbe potuto avere ragione. Mentre parla con Oliver delle sue convinzioni, Mark nota che qualcuno spia la casa dei Grayson tramite dei droni. La persona si rivela essere Angstrom Levy, sopravvissuto allo scontro con Mark.

## Eri il mio eroe
- Titolo originale: You Were My Hero
- Diretto da: Ian Abando
- Scritto da: Tania Lotia

### Trama
Mark porta il drone da Rudy per analizzarlo, ma questi non riesce a determinare chi l'ha creato. Mark accusa Cecil di averlo spiato con esso, ma quest'ultimo nega di essere il responsabile. Mark si unisce quindi a Eve per un appuntamento a Parigi, ma Fightmaster e Dropkick arrivano dal futuro e chiedono a Mark di aiutarli a salvare il loro mondo. Nel futuro i due spiegano che avevano bisogno della Dichiarazione di Indipendenza per creare un veleno per il re della Terra, che ha schiavizzato e ucciso persone per secoli. Mark accetta il loro piano di farsi catturare e viene portato dal re, che si rivela essere Immortal. Questi, impazzito incolpa Mark delle sue azioni, sostenendo che è colui che lo ha lasciato al comando quando ha lasciato il pianeta con la sua famiglia, e gli chiede di ucciderlo per restituire il potere al popolo. Quando Mark si rifiuta, Immortal lo costringe a combattere, chiedendogli la morte. Mark acconsente e Fightmaster e Dropkick lo riportano al presente, dove Mark mette in dubbio le sue azioni con Eve. Eve lo consola e i due hanno un appuntamento appassionato in giro per il mondo. Altrove, due viltrumiti arrivano alla prigione per l'esecuzione di Nolan. Quando inizia il rituale dell'esecuzione, Allen si libera e libera anche il resto dei detenuti, incluso Battle Beast, e con lui si dirige verso il luogo dell'esecuzione, promettendogli una degna battaglia. Allen ferma con successo l'esecuzione di Nolan con l'aiuto di Battle Beast, e i due affrontano i viltrumiti con l'aiuto di Nolan. I tre uccidono i nemici dopo essere scappati nello spazio aperto e Nolan rivela ad Allen che l'impero è attualmente composto da meno di cinquanta viltrumiti di sangue puro e che potrebbero vincere.

## Doveva essere un gioco da ragazzi
- Titolo originale: This Was Supposed to be Easy
- Diretto da: Tanner Johnson
- Scritto da: Helen Shang

### Trama
Dopo che Mark suggerisce a lui ed Eve di prendere un appartamento tutto loro, lei offre i servizi di Invincible a una prigione per supercriminali. Debbie in seguito manda la coppia alla ricerca di Oliver, che scoprono essere diventato amico di due bambini dopo averli difesi dai bulli. Nel frattempo, Titan viene pressato da Mr Liu, un altro boss della malavita e leader di un'organizzazione criminale chiamata "L'Ordine", affinché faccia evadere Multi-Paul, altrimenti Liu ucciderà la sua famiglia. Titan manipola Liu per farsi aiutare prima che attacchino la prigione. Mentre il drago spirituale di Liu combatte Mark ed Eve, Multi-Paul scappa mentre lo scagnozzo di Titan, Isotopo, libera Machine Head, che spara a Liu e fa sparire il drago. In seguito, Mark ed Eve decidono di prendere la loro relazione con calma. Machine Head assume il controllo dell'Ordine e concede a Titan la sua autonomia, ma sono entrambi ignari che Liu è sopravvissuto.

## Posso solo dire che mi dispiace
- Titolo originale: All I Can Say Is I'm Sorry
- Diretto da: Jason Zurek
- Scritto da: Ross Stracko, Simon Racioppa

### Trama
Scott Duvall, uno scienziato dell'ADG, prova un forte odio per Invincible, perché la lotta fra lui e Omni-Man a Chicago ha causato la morte di sua sorella e sua nipote. Decide cosi di rubare della tecnologia dal suo lavoro che gli dona il potere di convertire l'energia cinetica in elettricità e assume il nome di Powerplex, con l'intento di vendicarsi. Mark ed Eve nel frattempo insegnano ad Oliver come essere un eroe e hanno una conversazione sincera sul ruolo di Nolan come distruttore e come genitore. Scott cerca di trovare Invincible, ma finisce per affrontare Shapesmith. Robot escogita una soluzione per aiutare Monster Girl con il problema dell'invecchiamento inverso e Rae dice a Rex che ha intenzione di abbandonare la vita da supereroe. Rex accetta, ma si rifiuta di unirsi a lei, e i due si scambiano un bacio. Durante la commemorazione per i decessi a Chicago, Powerplex cerca di attirare di nuovo Mark, ma affronta solo Eve e viene catturato. Donald dà a Mark il fascicolo di Scott, e Mark vuole parlare con lui, ma si rende conto che Scott è scappato dalla custodia. La moglie di Scott, Becky, gli suggerisce di fingere il rapimento suo e del loro figlio piccolo Jack, in modo da attirare Invincible in trappola. Mark si reca sul luogo per parlare con Scott, e si rifiuta di combattere, puntando a salvare gli ostaggi, ma fallisce. Powerplex cerca di uccidere Mark con un'enorme scarica di energia, ma accidentalmente uccide la sua stessa famiglia, venendo poi sconfitto e catturato da Invincible. Dopo la sua cattura, Mark cerca di scusarsi con lui, ma Scott giura vendetta per la morte della sua famiglia, il che grava pesantemente su Mark. In un luogo sconosciuto, Angstrom Levy, ancora segnato dalle cicatrici, raduna un folto gruppo di Mark alternativi provenienti da altri universi e decide di dare inizio alla sua vendetta.

## Quelli sono tutti me
- Titolo originale: What Have I Done?
- Diretto da: Haylee Herrick
- Scritto da: Robert Kirkman

### Trama
Poco dopo la sua apparente morte per mano di Mark mesi prima, Angstrom viene guarito dai Tecnici, un trio di scienziati alieni di un'altra dimensione. Nel presente, Angstrom avvia il suo piano inviando gli Invincible malvagi a distruggere la Terra. L'ADG, i Guardiani e gli eroi della Terra vengono sopraffatti mentre li combattono e subiscono pesanti perdite. Eve rimane ferita, Rex si sacrifica per salvare Rudy, Monster Girl e Bulletproof, Darkwing II rimane presumibilmente ucciso e Immortal, Shapesmith e il resto dei Guardiani vengono feriti. Quando gli Invincible sopravvissuti si rivoltano contro Angstrom, lui li intrappola nella dimensione desolata dove è avvenuto il suo scontro con Invincible prima di combattere contro Mark. Mark presto sopraffà Angstrom e quasi lo uccide su incitazione di Oliver, ma lui scappa sacrificando il suo braccio. Angstrom ordina ai Tecnici di curare le sue ferite ma loro rifiutano, e gli impongono di sottomettersi alla loro volontà in cambio delle cure. Invincible e il resto della comunità dei supereroi si ripulisce dopo la guerra, ma Mark si incolpa per gran parte della morte e della distruzione. Cecil invita lui, Robot, Brit e Black Samson a unirsi ai nuovi Guardiani del Globo, con Invincible come leader, ma Mark, che ancora non si fida di lui, se ne va. Un anziano Viltrumita di nome Conquest arriva per ricordare a Invincible il suo compito di conquistare la terra. Mark rifiuta di farlo e si lancia contro l'alieno.

## Credevo che non avresti più smesso di blaterare
- Titolo originale: I Thought You'd Never Shut Up
- Diretto da: Sol Choi
- Scritto da: Robert Kirkman

### Trama
Mark e Conquest si impegnano in una lotta prolungata e brutale. Oliver ed Eve si uniscono alla battaglia, ma il primo viene gravemente ferito e la seconda viene trafitta dal braccio di Conquest, facendo infuriare Mark. Eve libera temporaneamente i suoi blocchi mentali, ricostruisce il suo corpo e brucia la pelle di Conquest, mentre Mark lo colpisce ripetutamente con la testa, prima di crollare accanto a Eve. Mark si sveglia in ospedale con Debbie che si scusa per averlo portato in questo mondo, ma lui la consola. Durante il funerale di Rex, Rudy annuncia di voler cambiare il suo nome in Rex per onorarlo. Mentre il mondo si rimette in sesto, Rus Livingston costruisce il suo esercito di umani posseduti dai Sepidi nelle fogne. Nello spazio, un gruppo di alieni trova Battle Beast vivo, mentre i Tecnici iniziano i loro piani con Angstrom per rivendicare un nuovo mondo. Cecil rivela a Donald che Conquest, in stato comatoso, è intrappolato in una prigione sotterranea. Mark dice a Oliver che aveva ragione a uccidere i nemici, promettendo di farlo a chiunque minacci la sua famiglia o i suoi cari. All'Inferno, Damien Darkblood incontra un signore dei demoni e gli spiega un piano per reintegrarlo come sovrano dell'Inferno sfruttando un essere potente apparso sulla Terra.